# معدل مستقبل غابا-أ التفارغي السلبي
معدل مستقبل غابا-أ التفارغي السلبي هو مُعدِّل تفارغي سلبي، أو مثبط لمستقبل غابا-أ، هو مستقبل أيونوتروبي للناقل العصبي المثبط الرئيسي لحمض الغاما-أمينوبيوتيريك. ترتبط المعدلات التفارغية السلبية لمستقبل غابا-أ ارتباطًا وثيقًا بمضادات مستقبل غابا-أ وتشبهها في تأثيرها، بينما تكون على النقيض تمامًا من الناحية الوظيفية من معدّلات مستقبل غابا-أ التفارغية الإيجابية مثل البنزوديازيبينات، والباربيتورات، والإيثانول (الكحول). ويمكن أن تحدث معدلات مستقبل غابا-أ التفارغية السلبية غير الانتقائية مجموعة متنوعة من التأثيرات مثل التشنجات، والتسمم العصبي، والقلق، وغيرها.
يُعد مركب الفلومازينيل مضاد تنافسي لموقع البنزوديازيبين لمستقبل غابا-أ، وبالتالي فهو نوع من أنواع معدلات مستقبل غابا-أ التفارغية السلبية. ويستخدم الفلومانزينيل لعكس تأثير الجرعات الزائدة من البنزوديازيبين، ولكن أن يحفز الدواء حدوث نوبات صرعية لدى أولئك الذين يعانون من إدمان البنزوديازيبين.
لا تُحدِث معدلات مستقبل غابا-أ التفارغية السلبية الانتقائية أو الناهضات العكسية لمستقبلات غابا-أ المحتوية على مجموعة مستقبلات غابا-أ الفرعية α5 مثل الباسميسانيل، أو مستقبل غابا-أ α5IA، تأثيرات محفزة للتشنجات أو مسببة للقلق، ولكنها تظهر تأثيرات معززة للذاكرة وللمعرفة شبيهة بتأثير منشطات الذهن. لذا فإنها تخضع حاليًا للدراسة للتحقق من إمكانية استخدامها لعلاج ضعف الإدراك في حالات مثل متلازمة داون والفصام. كما وُجد أيضًا أن اثنين من معدلات مستقبل غابا-أ التفارغية السلبية التي تحتوي على مجموعة مستقبلات غابا-أ الفرعية α5، وهما L-655,708 وMRK-016 يحدثان تأثيرات مضادة للاكتئاب سريعة المفعول في الحيوانات مشابهة لتلك التأثيرات التي يحدثها الكيتامين المضاد لمستقبل نمدا، وقد تكون ذات أهمية كعلاجات محتملة للاكتئاب. وتشمل الأنواع الأخرى من معدلات مستقبل غابا-أ الانتقائية المحتوية على مجموعة مستقبل غابا-أ الفرعية α5 أنواعًا مثل PWZ-029، وRo4938581 وTB-21007.
تُظهر بعض الأدوية نشاطًا معدلُا تفارغيًا سلبيًا ضعيفًا لمستقبل غابا-أ كنشاط غير مستهدف مسؤول عن الآثار الجانبية غير المرغوب فيها مثل القلق، والأرق، والنوبات، وتشمل هذه الأدوية بعض المضادات الحيوية من فئة الكوينولون مثل السيبروفلوكساسين، ومن فئة مضادات البيتا لاكتام مثل البنسلين، والسفترياكسون، والإيميبينيم، وبعض مضادات الأندروجين اللاستيرويدية مثل الإنزالوتاميد، والأبالوتاميد، وبعض مضادات الاكتئاب مثل البوبروبيون.
وتشمل الأنواع الأخرى من معدلات مستقبل غابا-أ التفارغية السلبية، ومعظمها غير انتقائية، الأمنتوفلافون، والبيميجريد، والبيلوبالايد، والسيكوتوكسين، والديلدرين، وFG-7142، والفيبرونيل، والفلوروثيل، والإيومازينيل، واللودانوزين، والليندين، والأوينانثوتوكسين، والبنتيلينيتيترازول، والراديوكسين، بالإضافة إلى بعض الستيرويدات العصبية ذاتية المنشأ مثل ديهيدرو إيبي أندروستيرون سلفات، وكبريتات البريغنينولون، والإبيبريجنانولون، والأيزوبريجنانولون. وتعتبر بعض معدلات مستقبل غابا-أ التفارغية السلبية التي تنشأ بشكل طبيعي مثل السيكوتوكسين، والبيكروتوكسين من السموم، بينما تستخدم معدلات مستقبل غابا-أ التفارغية السلبية الأخرى مثل الديلدرين، والفيبرونيل كمبيدات للآفات، مثل المبيدات الحشرية ومبيدات القوارض، كما تُستخدم بعض معدلات مستقبل غابا-أ التفارغية السلبية مثل الفلوثغريل، والبنتيلينيترازول للأغراض العلاجية.